# 사공엽
사공엽(1992년 10월 29일 ~ )은 전 KBO 리그 두산 베어스의 외야수이다.

## 아마추어 시절
초등학교 5학년 때 야구를 시작했다. 고등학교 졸업 후 고려대학교 체육교육과에 입학했는데, 2학년 때부터 주전에 포함되며 고연전에 출전했다. 특히 4학년 때였던 2014년에 고려대 야구부 주장이자 고연전에 3번 타자, 중견수로 선발 출전해 5타수 3안타, 1홈런, 3득점으로 맹활약했고, 팀의 선발 투수 김주한의 5이닝 1피안타 무실점 호투까지 겹치며 승리했다.

## 두산 베어스시절
2군에서 11경기에 출전해 27타수 8안타, 1홈런, 1도루, 타율 0.296, 출루율 0.345로 부진했고, 2016년에 사회복무요원으로 대체 복무했다.

## 출신 학교
- 서울둔촌초등학교
- 덕수중학교
- 장충고등학교
- 고려대학교